# Lais Ribeiro
Lais Ribeiro (Teresina, 5 oktober 1990) is een Braziliaans model. 

## Modellencarrière

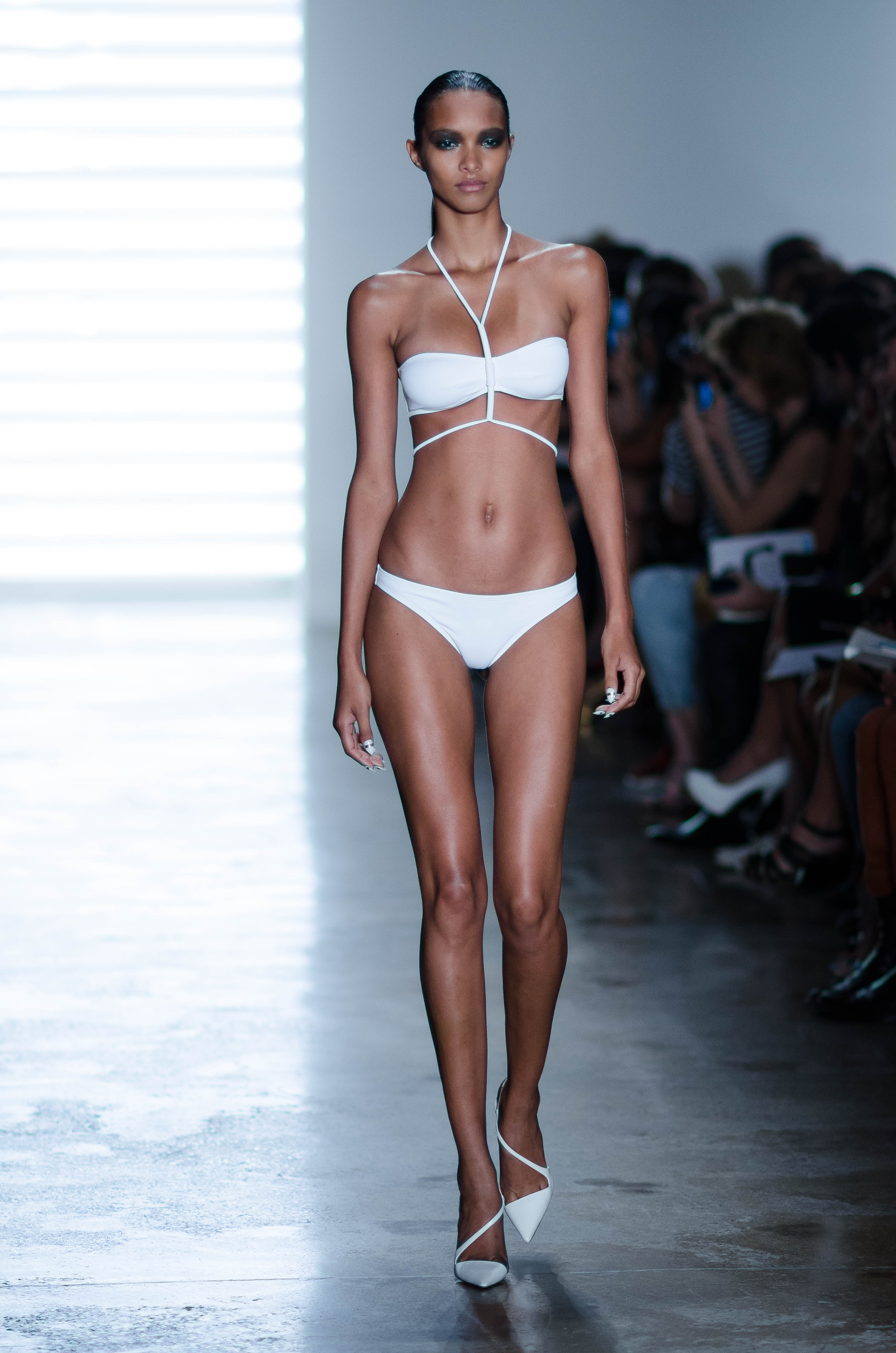
Lais Ribeiro

Ribeiro begon haar modellencarrière in 2009. Kort nadat ze plaatselijk ontdekt was, begon ze voor grotere internationale merken als Chanel, Louis Vuitton, Gucci, Dolce & Gabbana, Versace en Marc Jacobs. Tijdens de modeweek in Brazilië voor de lente- en zomercollectie in 2011 was Ribeiro het meest geboekte model voor de catwalk. Ze liep niet minder dan 27 shows in São Paulo en 26 keer tijdens de modeweek in Rio de Janeiro. Ze is gefotografeerd voor de Amerikaanse, Braziliaanse, Duitse en Italiaanse Vogue en verscheen onder andere in campagnes van Ralph Lauren, Christian Dior, Tom Ford, GAP en American Eagle. Ze werkt ook voor Victoria's Secret en verscheen in 2010, 2011 en 2013 in de Victoria's Secret Fashion Show.